# チャンドニー・チョーク・トゥ・チャイナ
『チャンドニー・チョーク・トゥ・チャイナ』（चाँदनी चौक टू चाईना）は、2009年のインド映画。

## キャスト
- アクシャイ・クマール：シドゥ
- ディーピカー・パードゥコーン：サキ/ミャオミャオ
- ミトゥン・チャクラバルティー：親方
- ランヴィール・ショウリー：ハシ道士（チョップスティック）
- ゴードン・リュウ：北条
- ロジャー・ユアン：チャン刑事

## スタッフ
- 監督：ニキル・アドヴァーニー
- 衣装：ジャイマール・オデードラ
- 作詞：ラジャト・アローラー、カイラーシュ・ケール
- ナレーション：ラメーシュ・シッピー
- 振り付け：ポニー・ヴァルマー
- 闘技監督：ディー・ディー・クー、アッバース・アリー・ムガル
- ライン・プロデューサー：ルーパー・デー・チョウドリー
- BGM作曲：ダニエル・B・ジョージ
- 視覚効果：メルジン・タヴァリア
- 協力監督：ゴゥラヴ・チャーウラー
- 字幕：松岡環

## 賞歴
- 第3回アジア・フィルム・アワード
  - 主演女優賞 - ノミネート